# Luis Bertrán
Luis Miguel Bertrán García (22 agosto 1994) è un pallavolista portoricano, libero dei Gigantes de Carolina.

## Carriera

### Club
La carriera di Luis Bertrán inizia nei tornei scolastici portoricani, giocando per il Colegio Marista. Per motivi di studio si trasferisce negli Stati Uniti d'America, dove partecipa alla NCAA Division I dal 2013 al 2016 con la IPFW. 
Conclusa la carriera universitaria, fa ritorno a Porto Rico, dove nella stagione 2016-17 inizia la carriera da professionista nella Liga de Voleibol Superior Masculino coi Changos de Naranjito. Nella stagione seguente si trasferisce in Romania, dove difende i colori del Baia Mare, in Divizia A1, dove resta per un breve periodo, prima di passare al Team Pineapple, per lo NVA Showcase 2017, dove viene premiato come miglior ricevitore.
Fa ritorno in patria per la Liga de Voleibol Superior Masculino 2018, accasandosi ai Mets de Guaynabo e vincendo lo scudetto, mentre nella stagione 2019 difende i colori dei Cafeteros de Yauco. Dopo la cancellazione del campionato portoricano nel 2020, torna in campo nella Liga de Voleibol Superior Masculino 2021 con i Gigantes de Carolina, venendo premiato come miglior libero; nella stagione seguente è ancora legato alla franchigia di Carolina, confermandosi miglior libero del torneo e venendo inserito nello All-Star Team del torneo.
Fa ritorno ai Changos de Naranjito per la Liga de Voleibol Superior Masculino 2023. Nella stagione seguente torna a difendere i colori della formazione carolinense, inserito nuovamente nello All-Star Team.

### Nazionale
In questo periodo fa parte delle selezioni giovanili portoricane, vincendo con la nazionale under 19 la medaglia d'argento alla Coppa panamericana 2011, dove viene premiato come miglior difesa e miglior libero del torneo, e partecipa con la nazionale under 21 al campionato nordamericano 2012, dove viene premiato come miglior ricevitore.
Nel 2025 debutta in nazionale maggiore alla NORCECA Final Four, dove conquista la medaglia d'oro.

## Palmarès

### Club
- Campionato portoricano: 1

2018

### Nazionale (competizioni minori)
- Coppa panamericana under 19 2011
- NORCECA Final Four 2025

### Premi individuali
- 2011 - Coppa panamericana under 19: Miglior difesa
- 2011 - Coppa panamericana under 19: Miglior libero
- 2012 - Campionato nordamericano under 21: Miglior ricevitore
- 2017 - NVA Showcase: Miglior ricevitore
- 2021 - Liga de Voleibol Superior Masculino: Miglior libero
- 2022 - Liga de Voleibol Superior Masculino: Miglior libero
- 2022 - Liga de Voleibol Superior Masculino: All-Star Team
- 2024 - Liga de Voleibol Superior Masculino: All-Star Team